# Campiglossa tenebrosa
Campiglossa tenebrosa är en tvåvingeart som först beskrevs av Daniel William Coquillett 1899.  Campiglossa tenebrosa ingår i släktet Campiglossa och familjen borrflugor. Inga underarter finns listade.